# 安部光恭
安部 光恭（あべ みつやす、1930年（昭和5年）8月23日 - 2000年（平成12年）12月13日）は日本のジャーナリスト、僧侶。仏光寺住職、元静岡第一テレビ常務。第3回菊池寛賞受賞。

## 略歴
1930年（昭和5年）8月23日、静岡県伊東市に生まれる。立正大学文学部を卒業後、松田竹千代の秘書を経て、昭和27年に読売新聞に嘱託記者として入社する。1954年（昭和29年）3月、第五福竜丸ビキニ被爆事件をスクープし、読売新聞の正社員となる。そのスクープにより、1955年（昭和30年）に第3回菊池寛賞を受賞する。1969年（昭和44年）に退社し、木部佳昭の秘書、仏光寺副住職などを経て、1979年（昭和54年）に静岡第一テレビに入社する。1985年（昭和60年）に取締役、1991年（平成3年）に常務、1993年（平成5年）に顧問を歴任し、その後、仏光寺の住職を務める。

## 参考
- 『現代物故者事典 2000~2002』（日外アソシエーツ、2003）